# معادن مرمر در افغانستان

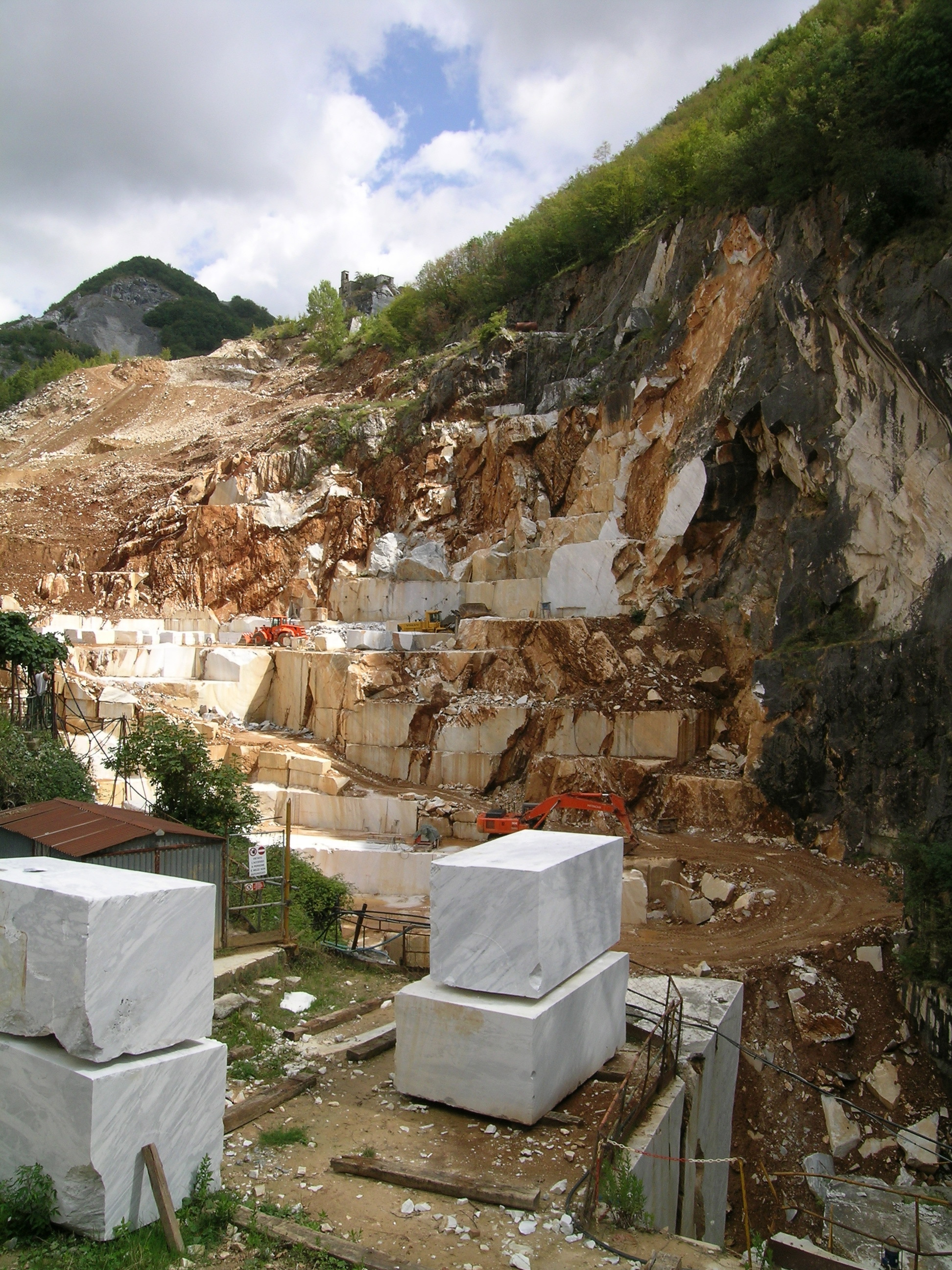
سنگ مرمر هرات و ننگرهار از جمله مرمر کارا بوده از کیفیت عالی برخوردار است.

مرمر یکی از سنگ‌های نیمه‌قیمتی است که در تزئین و تعمیرات اشیاء زینتی از آن کار گرفته می‌شود. سنگ مرمر از جمله سنگ‌های دگرگونی کلسیم کربنات و کلسیم مگنیزم کاربونیت می‌باشد که در طبیعت به‌شکل تختهٔ بزرگ یا ورق ورق بالای هم وجود دارد. هم‌اکنون در حدود ۳۵ نوع سنگ مرمر با ۴۵ رنگ مختلف در ۶۰ معادن مرمر افغانستان قابل دریافت می‌باشد. در مجموع به مقدار ۹ میلیارد تن سنگ مرمر به ارزش ۱۵۰ میلیارد دالر در سراسر افغانستان تخمین گردیده‌است. مهم‌ترین معادن که فعلاً استخراج دارد معادن مرمر کابل، غزنی، لوگر، میدان وردک، جلال‌آباد، هلمند، بدخشان، بامیان، هرات، قندهار، فاریاب، پکتیا، پروان، غزنی پنجشیر و سمنگان بوده، فعلاً از ۱۶ معادن افغانستان استخراج صورت می‌گیرد. انواع مرمر سفید خوگیانی ننگرهار، مرمر سفید چشت هرات، مرمر کریمی سمنگان»، مرمر سیاه کابل، مرمر فولادی میدان وردک، مرمر شیرچائی سالنگ، مرمر سبز تره خیل و کاریز میر و مرمر سرخ قندهار از جمله مرمر تاپ بوده، در میان ذخایر سنگ مرمر سفید چشت هرات و خوگیانی ننگرهار مانند سنگ مرمر کارارای ایتالیا بوده، دارای بهترین کیفیت می‌باشد. افزون‌بر آن ذخایر رخام ولایات هلمند و فاریاب از جمله ذخایر اند که دارای کیفیت عالی در سطح جهان می‌باشند. باید افزود که رخام از جمله مرغوب‌ترین نوع سنگ‌های مرمر اند که داری جنسیت میده‌دانه بوده و پس از صیقل و پالش‌کاری شفافیت و جلای خاص را نشان می‌دهند. چندین معادن سنگ مرمر در ارتفاعات کوه بابا به‌خصوص مسیر راه درهٔ صوف مزارشریف، ۶ معادن در ولایت کابل، ۱۱ معادن در ۶ ولسوالی پنجشیر ۴ معادن در هرات بدین ترتیب تاکنون ۶۰ معادن این سنگ در ولایات مختلف کشف شده‌است.

## برش و پالش سنگ مرمر در کشور
تا اکنون در افغانستان مانند فابریکهٔ حریق‌شدهٔ حجاری و بتون کابل دیگر کدام فابریکهٔ بزرگ وجود ندارد که سنگ مرمر را به ظرفیت یک کشور قطع و پالش کنند. آمار و ارقام احصاییه‌ای نشان می‌دهد که ۸۰ درصد سنگ‌های مرمر و گرانیت افغانستان به منظور پروسس و پالش به کشور پاکستان به قیمت ۴۰ دالر در تن منتقل می‌گردد، که پی از پروسس با قیمت ۳۰۰ دالر در تن دوباره بالای افغانستان به فروش می‌رسد. طی چند سال اخیر در هرات چند فابریکه اعمار گردیده‌است.

## سنگ گرانیت در افغانستان

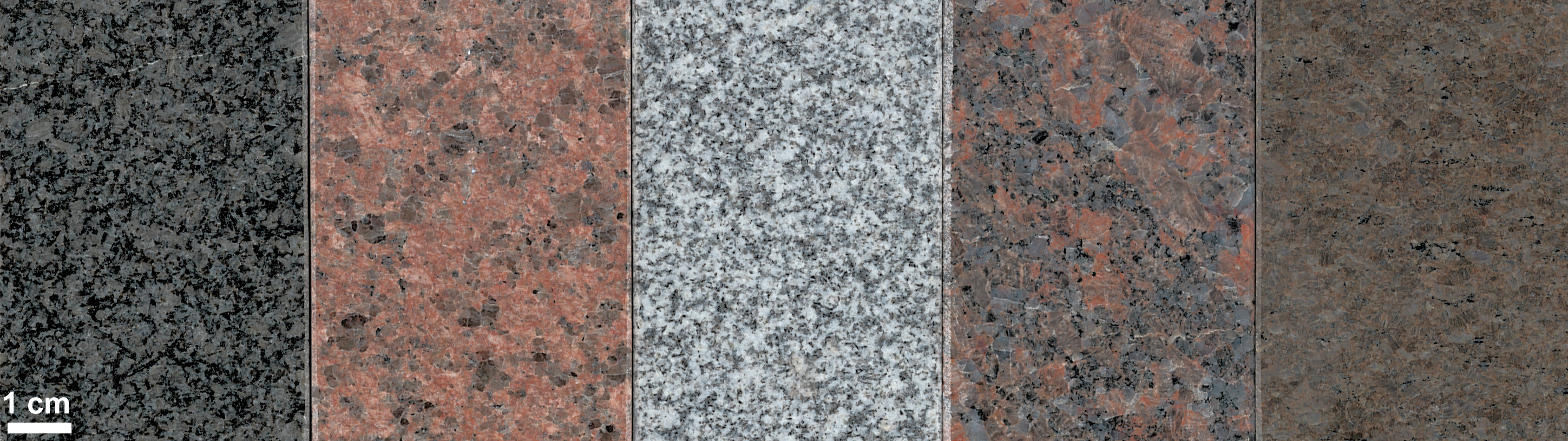
سنگ خارا یا گرانیت طور بی‌شمار در افغانستان وجود دارد.

گرانیت یا سنگ خارا از جمله سخت‌ترین سنگ‌های آتش‌فشانی و سنگ‌های درونی کره می‌باشد. اجزای این سنگ متشکل از کوارتز، فلدسپار، مایکا و غیره می‌باشد. این سنگ مشابه به سنگ دریایی بوده، در افغانستان به‌طور خیلی وافر پیدا می‌شود. معادن بزرگ این سنگ در استالف، چاریکار، کوه جوانمرد قصاب، شاه کابل خورد علاقه میدان، کوه سرخی غاره علاقه کوهدامن، کوه قره‌باغ-جدران، بهسود، ارزگان، نهرین، شینوار دره سبزک مرکز بامیان، بهارک بدخشان و سایر مناطق افغانستان وجود دارد. ذخایر گرانت ولایات نورستان، بدخشان، پنجشیر، ننگرهار، هرات و کنر از برازندگی خاصی برخوردار می‌باشند در قدیم مردم افغانستان از این سنگ به نسبت محکم بودنش در تهداب تعمیر کار می‌گرفتند. امروز در فرش تعمیرات و جاده‌ها مورد استفاده قرار می‌گیرد.
شکستاندن این سنگ با ابزار چون چکش و کلنگ طاقت فرسا است. امروزه ماشین‌های برقی خوبی برای شکستاندن مناسب این سنگ اختراع گردیده‌است. تقریباً تمامی جاده‌های خُرد شهرهای اروپا از قرن‌های پیش با این سنگ‌فرش شده‌است. بدین لحاظ به این سنگ توجه خاص شده‌است.

## سنگ مرمر هرات
این معادن در ۱۲۵ کیلومتری شرق هرات موقعیت داشته، از ولسوالی اوبه آغاز و تا ولسوالی چشت طول دارد. در سال ۱۳۵۵ چهار نوع سنگ مرمر «سفید، نباتی، ابره و گرانیت» با کیفیت بالا در چشت شریف به طول نیم کیلومتر و عرض صد متر و ظرفیت نه و نیم میلیون مترمکعب تشخیص گردیده‌است. اما مطالعاتی که اخیراً در آن منطقه صورت گرفته، طول این معادن را اضافه از بیست کیلومتر برآورد نموده‌است. معادن رُخام، تراورتن و چقماق در ولسوالی‌های چشت، زنده‌جان و غوریان از جمله معادن باز و قابل استخراج در هرات می‌باشند. معادن مرمر هرات بزرگترین معدن سنگ مرمر سفید با کیفیت افغانستان می‌باشد. اکنون ۱۴ شرکت خصوصی برای استخراج سنگ مرمر از معدن چشت با وزارت معادن و پترولیم دولت افغانستان قرارداد دارند. فعلاً روزانه بیش از ۱٬۰۰۰ تُن مواد از این معادن استخراج می‌گردد. سنگ مرمر به کشورهای خارج صادر می‌گردد. درین اواخر ترکمنستان شهری را بنام مرمری از این سنگ اعمار نموده‌است که خیلی‌ها زیبا می‌باشد.
سنگ مرمر با کیفیت بالا به رنگ‌های مختلف از قبیل رنگین کمانی، سبز، خاکستری، سیاه و سفید کامل می‌باشد. صادرات خوبی بخارج دارد. در سال جاری صادرات سنگ مرمر چشت شریف به کشورهای ایتالیا، هندوستان، چین، ترکمنستان، ترکیه، تایوان و اندونزی روسیه افزایش یافته‌است.
سنگ مرمر هرات پیش‌تر به‌شکل خام صادر می‌گردید که این ضربهٔ سخت اقتصادی به کشور بود. پس از شکایات متعدد صاحبان کارخانه‌های سنگ مرمر هرات، رئیس‌جمهور دستور توقف صادارات سنگ خام را صادر کرد و اکنون دیگر این کار صورت نمی‌گیرد. به همین دلیل ۴۰ کارخانهٔ پروسس سنگ از کار بازمانده بودند و اکنون با رفع این معضله، دوباره فعال شده‌اند. در شرکت استخراج سنگ افغان مروارید زمین‌شناسان و ژیوفیزیک‌های حرفه‌ای را از ترکیه، مصر، استرالیا، افریقا، کانادا و ایالات متحدهٔ آمریکا گرد هم آورده، درین معادن کار می‌نمایند.

## معادن مرمر خوگیانی
از جمله سنگ‌های پروتوزویک بوده در جنوب شهر جلال‌آباد در ولسوالی خوگیانی موقعیت دارد. رنگ مرمر این معدن سفید می‌باشد.

## معادن مرمر غزنی
سنگ مرمر این ولایت رنگه و سفید می‌باشد.

## معدن سنگ مرمر سمنگان
سنگ مرمر این معدن از دورهٔ کریتوشیوس و پالیگینا یعنی ۹۰–۴۵ میلیون سال پیش می‌باشد. رنگ مرمر این معدن قهوه‌ای زرد آبی بوده در بعضی از سنگ‌ها فوسیل‌ها یافت می‌گردد.

## معدن مرمر کابل
از دورهٔ پروتوزیک می‌باشد. در ولایت کابل هفت رنگ سنگ مرمر در محلات مانند کاریزمیر، تره‌خیل به رنگ‌های سبز و سبز تیره، هزاره بغل سبز روشن پل چرخی سبز سیاه‌دل و همچنان به رنگ‌های سرخ زردار بنام قلم کار و غازک یافت می‌شود.

## اونکس
سنگ مرمر بنام اونکس شکل عقیق مانند بوده نوع از کوارتز شناخته شده‌است. اونگس به رنگ‌های سفید و سایر رنگ‌ها یافت می‌شود. در ولایت‌های فاریاب، بامیان و هلمند به رنگ‌های سبز قهوه‌ای و زرد یافت می‌شود.

## معادن مرمر لوگر
این معادن در مناطق آب بازک، محمد آغه دِه نو ولایت وجود داشته از جمله معادن دورهٔ پروتوزویک می‌باشد. رنگ سنگ معدن مرمر محمد آغه سفید و سیاه از ده نو برنگ شیرچائی، و قهوه‌ای از اوبازک برنگ قهوه‌ای خیره و قهوه‌ای می‌باشد.

## مرمر میدان وردک
این معادن از دوره پروتوزئیک بوده در نزدیکی میدان شهر قرار دارد. معادن مرمر میدان وردک به ضخامت ۴۵۰ متر طول ۱۰–۱۲ کیلومتر بوده دارای رنگ‌های خاکستری و خاکستری روشن می‌باشد.

## معدن مرمر بدخشان
از دورهٔ سایلرو دیوانین بوده در ناحیهٔ بینی کمر فیض‌آباد موقعیت داشته، دارای مرمر بلور و درشت می‌باشد. ذخایر این معادن ۱٬۳۰۰ میلیون تن تخمین گردیده‌است.

## معادن گرانیت شیبرتو ولایت بامیان
این معدن در سر راه بین بامیان و یکاولنگ قرار دارد. سنگ این معادن دانه درشت داشته دارای کریستال‌های بزرگ فلدسپار برنگ صورتی می‌باشد.

## معادن گرانیت خنجان
این معدن در ۹۰ کیلومتری جنوب شهر پلخمری ولایت بغلان قرار دارد. این معادن در سال ۲۰۱۳ توسط یک شرکت خصوصی کشف گردیده‌است.